# Faidja
Faidja è un comune dell'Algeria, situato nella provincia di Tiaret.